# Thiania abdominalis
Thiania abdominalis là một loài nhện trong họ Salticidae.
Loài này thuộc chi Thiania. Thiania abdominalis được Marek Żabka miêu tả năm 1985.